# Fiancée contre remboursement

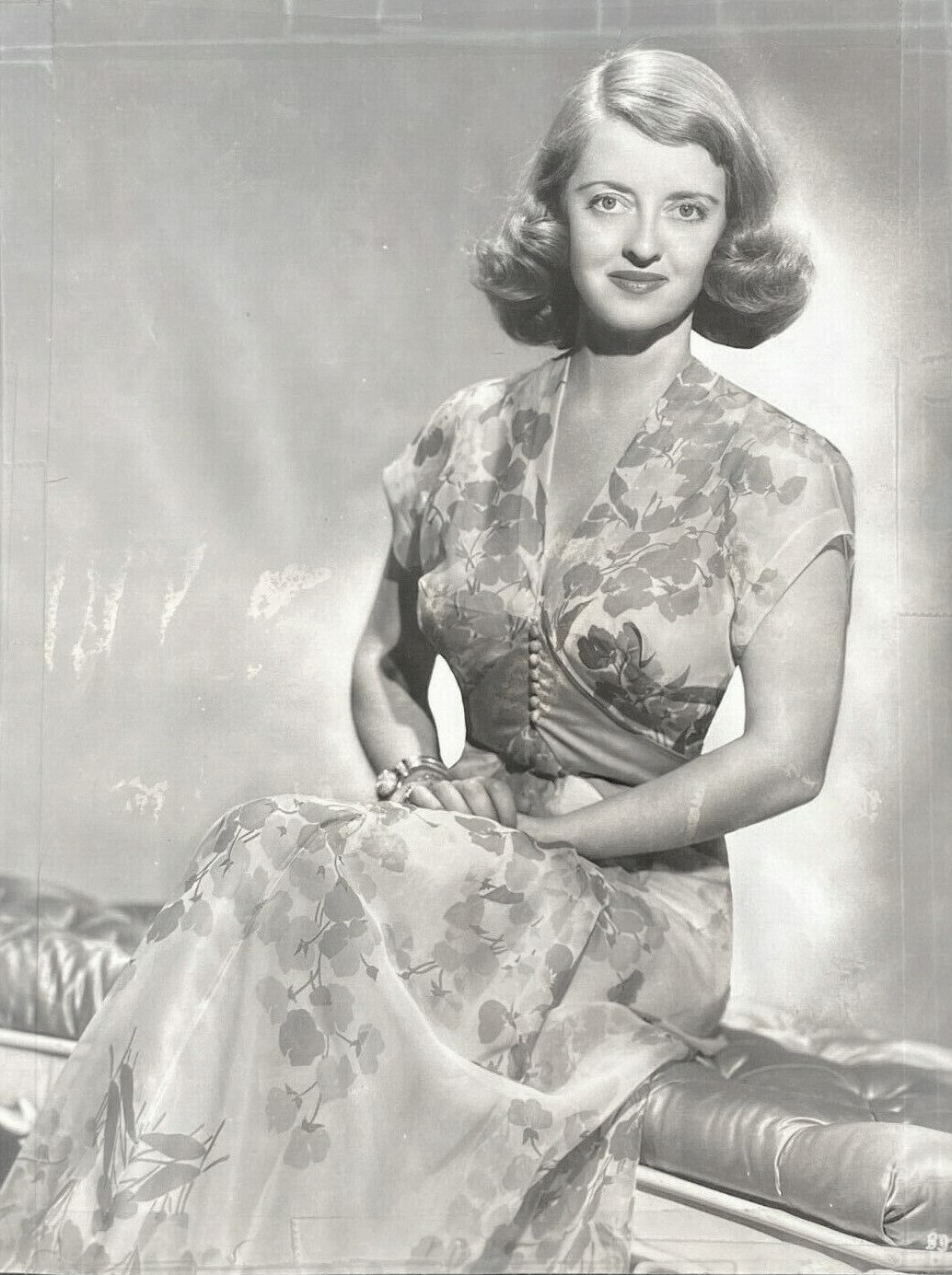
Bette Davis

Fiancée contre remboursement (The Bride Came C.O.D.) est un film américain réalisé par William Keighley, sorti en 1941.

## Synopsis
Le pilote de fret Steve Collins, véritable séducteur, demande généralement 10 dollars pour chaque colis transporté. Là, pour amener un paquet à bon port, on lui propose 1 150 dollars la livraison ! Mais, c'est un colis un peu particulier en la personne d'une jeune et riche héritière : Joan Winfield dont le père est prêt à tout pour l'empêcher de convoler avec un musicien, y compris engager un pilote sans scrupules pour la kidnapper et la remettre dans le droit chemin. Problème ? Joan ne compte pas se laisser faire !

## Fiche technique
- Titre : Fiancée contre remboursement
- Titre original : The Bride Came C.O.D.
- Réalisation : William Keighley
- Scénario : Julius J. Epstein et Philip G. Epstein d'après une histoire de Kenneth Earl et M. M. Musselman (en)
- Production : William Cagney et Hal B. Wallis
- Société de production : Warner Bros. Pictures
- Photographie : Ernest Haller
- Musique : Max Steiner
- Direction artistique : Ted Smith
- Costumes : Orry-Kelly
- Montage : Thomas Richards
- Pays de production : États-Unis
- Format : Noir et blanc - Son : Mono (RCA Sound System)
- Genre : Comédie romantique
- Durée : 92 minutes
- Date de sortie :
  - États-Unis : 12 juillet 1941

## Distribution
- James Cagney : Steve Collins
- Bette Davis : Joan Winfield
- Stuart Erwin : Tommy Keenan
- Eugene Pallette : Lucius K. Winfield
- Jack Carson : Allen Brice
- George Tobias : Peewee Defoe
- Harry Davenport : Pop Tolliver
- William Frawley : Shérif McGee
- Edward Brophy : Hinkle
- Harry Holman : Juge Sobler